# Franz Fuchs (Politiker, 1912)
Franz Fuchs (* 7. Februar 1912 in Berg bei Rohrbach; † 15. Juli 1968 in Rohrbach) war ein österreichischer Arbeiter und Politiker (ÖVP). Von 1955 bis 1967 war er Abgeordneter zum Oberösterreichischen Landtag.

## Leben
Franz Fuchs war das sechste von sieben Kindern eines Kleinhäuslers. Nach dem Besuch der Volksschule war er zunächst Landarbeiter, danach Heizer und Maschinist in einer Lederfabrik. Schon früh engagierte er sich im Reichsbund der Katholischen Jugend. Im Zweiten Weltkrieg wurde Fuchs in Afrika verwundet, 1945 schließlich kam er in französische Kriegsgefangenschaft. Nach seiner Rückkehr arbeitete er wieder als Heizer bei derselben Lederfabrik, wo er auch Betriebsrat und schließlich Betriebsratsobmann wurde.
Ab 1946 war Fuchs Vorstandsmitglied der Arbeiterkammer Oberösterreich; daneben war er Mitglied der Hauptversammlung des Hauptvorstandes der Sozialversicherung und Vorstandsmitglied der Pensionsversicherung der Arbeiter. Zudem war Fuchs Obmann des Katholischen Arbeitervereins Rohrbach.
Fuchs war seit 1946 verheiratet und hatte drei Kinder. Er starb 1968 an einer Blutkrankheit.

## Politik
Von 1949 bis 1952 war Fuchs Gemeinderat in Berg; nach seinem Umzug nach Rohrbach war er auch dort Gemeinderat. Von 1955 bis 1967 war er Abgeordneter zum  Oberösterreichischen Landtag. Fuchs war Mitglied der ÖVP-Landesparteileitung, Bezirksobmann des ÖAAB Rohrbach sowie stellvertretender Obmann des ÖAAB Oberösterreich und Mitglied des ÖAAB-Bundesvorstandes.

## Auszeichnungen
- Goldenes Ehrenzeichen für Verdienste um die Republik Österreich
- Goldener Ehrenring des ÖAAB